# One Piece: Gear Spirit
One Piece: Gear Spirit est un jeu vidéo de combat développé par Matrix Software et édité par Namco Bandai sur la console portable Nintendo DS, disponible seulement au Japon depuis août 2007.
Il est axé sur les tribulations d'une bande de pirates menée par le capitaine Monkey D. Luffy dont le rêve est d'obtenir le One Piece, fabuleux trésor qui appartenait au défunt seigneur pirate Gol D. Roger, afin de devenir à son tour le seigneur des pirates. Le jeu présente une aventure en 3D mais aussi un mode multijoueur (1-4) se rapprochant du gameplay de Super Smash Bros.
La liste des personnages prévus lors du premier stade de conception du jeu sont:
- Monkey D. Luffy
- Zoro Roronoa
- Usopp(Pipo dans la version française)/Sogeking
- Sanji
- Nami
- Tony Tony Chopper
- Nico Robin
- Franky
- Shanks le roux
- Mihawk Œil-de-Faucon
- Smoker
- Crocodile
- Ener
- Rob Lucci
- Dead Bone Brook
- Vivi
- Kaku
- Marshall D. Teach
- Portgas D. Ace